# On the Spot
Az On the Spot egy magyar dokumentumfilm-sorozat, amely 2009. november 7-én debütált a Spektrum TV-n. Ez a sorozat volt a Spektrum első saját gyártású műsora.
A műsort Cseke Eszter és S. Takács András készítette, akik egyben a narrátorok, riporterek, szerkesztők és vágók is. A produkció alapötletét a híres magyar származású fotós, Robert Capa inspirálta, akinek az egy mondása volt: „Ha a képeid nem elég jók, nem vagy elég közel”. Az angol "on the spot" kifejezés továbbá azt jelenti: "ott helyben" vagy "a helyszínen".
Túrájuk során bemutatják a világ érdekességeit. Céljuk a mindennapok bemutatása volt. Találkoztak az adott ország fontosabb személyeivel is, például az ország elnökével. A legelső, gázai epizódban még terroristákkal is beszélgettek. A Monte-Carlói Televíziós Fesztiválon a gázai riportfilmjük nyerte a dokumentumfilm kategória nagydíját, az Arany Nimfát.

## Története
A sorozat 2011-ben átkerült az M1-re, a Spektrum Televízió ugyanis szerződést kötött az MTVA-val, amely szerint ők is leadhatták az On the Spot epizódjait. A műsor 2012-ben átkerült a Duna Televízióra is, szintén a szerződés értelmében. A nyolcadik évad 2017-ben készült el, Az ellenség gyermekei címmel. A sorozat kilencedik évada 2018. október 31-én indult, Okos világ címmel, amelyben Cseke Eszter és S. Takács András az okostelefon és a wifi hatását méri fel a világ különböző pontjain.
A Spektrum TV-n láthatóak voltak a sorozat részeinek ismétlései. 2018-ban megjelent az On the Spot első websorozata Offline névvel, melynek epizódjaiban olyan embereket mutat be hat részen keresztül a páros, akik már megmutatták, hogyan lehet más a tipikus magyar gondolkodás. Ezt követte 2019-ben a szintén YouTube-on debütáló One World Family című websorozat, ahol Eszter és András már kisfiaikkal együtt utazzák be a világot.
2019-ben az On the Spot csapata elkészített egy egyórás dokumentumfilmet, az Esther a törzs lányát, mely a Telekom streaming platformjain volt látható. Ekkor Eszter és András a világ egyik utolsó tradicionálisan élő afrikai törzséhez utaznak el, ahol három éves budapesti gyermekük egy ősi törzssel találkozik az Omo völgyében. 2021. január 27-én mutatták be a díjnyertes pár első egész estés dokumentumfilmjét, a Born in Auschwitz-ot a Spektrumon, mely Európa szerte sikert aratott és a Spektrum nézettségi rekordját is megdöntötte.

## Évadáttekintés
| Évad | Évad | Alcím                           | Epizódok száma | Eredeti sugárzás     | Eredeti sugárzás   | Eredeti adó   |
| Évad | Évad | Alcím                           | Epizódok száma | Évadpremier          | Évadfinálé         | Eredeti adó   |
| ---- | ---- | ------------------------------- | -------------- | -------------------- | ------------------ | ------------- |
|      | 1.   |                                 | 8              | 2009. november 7.    | 2010. július 8.    | Spektrum      |
|      | 2.   |                                 | 10             | 2010. október 6.     | 2011. december 7.  | Spektrum      |
|      | 3.   |                                 | 7              | 2012. március 7.     | 2013. január 2.    | Spektrum      |
|      | 4.   | Törzsek                         | 6              | 2012. február 2.     | 2012. június 20.   | M1            |
|      | 5.   | Harcosok                        | 4              | 2012. szeptember 26. | 2012. december 19. | M1            |
|      | 6.   | Diktátorok gyermekei            | 7              | 2014. január 29.     | 2014. április 23.  | M1            |
|      | 7.   | Kilenc hónap alatt a Föld körül | 12             | 2015. szeptember 14. | 2016. február 22.  | Duna          |
|      | 8.   | Az ellenség gyermekei           | 10             | 2017. október 25.    | 2017. december 27. | Duna          |
|      | 9.   | Okos világ                      | 8              | 2018. október 31.    | 2018. december 19. | Duna          |
|      | 10.  | A hosszú élet titkai            | 4              | 2021. november 15.   | 2022. június 16.   | Telekom TV GO |
|      | 11.  | Vissza a természethez           | 5              | 2022. november 16.   | 2023. június 21.   | RTL+          |
|      | 12.  | Az istenek szigete              | 3              | 2024. május 23.      | 2024. május 30.    | RTL+          |

## Epizódok

### Első évad
| Epizód | Magyar cím              | Angol cím    | Bemutató          |
| ------ | ----------------------- | ------------ | ----------------- |
| 1      | A helyszín: Gáza        | Gaza strip   | 2009. november 7. |
| 2      | A helyszín: Svalbard    | Svalbard     | 2009. december 5. |
| 3      | A helyszín: Izrael      | Israel       | 2010. január 2.   |
| 4      | A helyszín: Etiópia     | Ethiopia     | 2010. február 6.  |
| 5      | A helyszín: Bolívia     | Bolivia      | 2010. április 3.  |
| 6      | A helyszín: Srí Lanka   | Sri Lanka    | 2010. május 1.    |
| 7      | A helyszín: Afganisztán | Afghanistan  | 2010. június 3.   |
| 8      | A helyszín: Dél-Afrika  | South Africa | 2010. július 8.   |

### Második évad
| Epizód | Magyar cím             | Angol cím                 | Bemutató          |
| ------ | ---------------------- | ------------------------- | ----------------- |
| 1      | A helyszín: Nepál      | Nepal                     | 2010. október 6.  |
| 2      | A helyszín: Burma      | Burma                     | 2010. november 2. |
| 3      | A helyszín: Mauritánia | Mauritania                | 2010. december 1. |
| 4      | A helyszín: India      | India                     | 2011. február 2.  |
| 5      | A helyszín: Irán       | Iran                      | 2011. március 2.  |
| 6      | A helyszín: Egyiptom   | Egypt                     | 2011. április 13. |
| 7      | A helyszín: Japán      | Japan                     | 2011. június 4.   |
| 8      | A francia idegenlégió  | The French Foreign Legion | 2011. október 5.  |
| 9      | A helyszín: New York   | New York                  | 2011. november 2. |
| 10     | Best of                | Best of                   | 2011. december 7. |

### Harmadik évad
| Epizód | Magyar cím          | Angol cím             | Bemutató          |
| ------ | ------------------- | --------------------- | ----------------- |
| 1      | Charlie Gun         | Charlie Gun           | 2012. március 7.  |
| 2      | Thaipusam Fesztivál | Thaipusam Festival    | 2012. április 4.  |
| 3      | Keresztre feszítés  | Crucifixion at Easter | 2012. június 6.   |
| 4      | Maldív-szigetek     | Maldives              | 2012. október 3.  |
| 5      | Kasmír              | Kashmir               | 2012. november 7. |
| 6      | Best of             | Best of               | 2012. december 5. |
| 7      | Siwa                | Siwa                  | 2013. január 2.   |

### Negyedik évad
| Epizód | Magyar cím       | Angol cím       | Bemutató          |
| ------ | ---------------- | --------------- | ----------------- |
| 1      | Törzsek: Erbore  | Tribes: Erbore  | 2012. február 2.  |
| 2      | Törzsek: Suri    | Tribes: Suri    | 2012. március 21. |
| 3      | Törzsek: Bizsagó | Tribes: Bijago  | 2012. április 18. |
| 4      | Törzsek: A danik | Tribes: Dani    | 2012. május 16.   |
| 5      | Törzsek: Korowai | Tribes: Korowai | 2012. június 6.   |
| 6      | Törzsek: Timor   | Tribes: Timor   | 2012. június 20.  |

### Ötödik évad
| Epizód | Magyar cím                                    | Angol cím                          | Bemutató             |
| ------ | --------------------------------------------- | ---------------------------------- | -------------------- |
| 1      | Harcosok: Love Commandos: a szerelem harcosai | Warriors: Love Commandos           | 2012. szeptember 26. |
| 2      | Harcosok: Telepesek                           | Warriors: Jewish Settlers          | 2012. október 24.    |
| 3      | Harcosok: Tibeti önégetők                     | Warriors: Tibetan Self-Immolations | 2012. november 21.   |
| 4      | Harcosok: Egy konfliktus krónikája Gázából    | Warriors: Gaza                     | 2012. december 19.   |

### Hatodik évad
| Epizód | Magyar cím                                        | Angol cím                                            | Bemutató          |
| ------ | ------------------------------------------------- | ---------------------------------------------------- | ----------------- |
| 1      | Diktátorok gyermekei: Idi Amin                    | Children of Dictators: Idi Amin/Uganda               | 2014. január 29.  |
| 2      | Diktátorok gyermekei: Bettina Göhring             | Children of Dictators: Bettina Göhring/Germany       | 2014. február 12. |
| 3      | Diktátorok gyermekei: Fidel Castro lánya          | Children of Dictators: Alina Fernandez/Cuba          | 2014. február 26. |
| 4      | Diktátorok gyermekei: Lucía Pinochet              | Children of Dictators: Lucía Pinochet/Chile          | 2014. március 12. |
| 5      | Diktátorok gyermekei: Kambodzsa                   | Children of Dictators: Ta Mok/Cambodia               | 2014. március 26. |
| 6      | Diktátorok gyermekei: Ang Szan Szu Csi és Best of | Children of Dictators: Best of with Aung San Suu Kyi | 2014. április 9.  |
| 7      | Diktátorok gyermekei: Evgenia Zsivkova            | Children of Dictators: Todor Zhivkov/Bulgaria        | 2014. április 23. |

### Hetedik évad
| Epizód | Magyar cím                                                     | Angol cím                                          | Bemutató             |
| ------ | -------------------------------------------------------------- | -------------------------------------------------- | -------------------- |
| 1      | Kilenc hónap alatt a Föld körül: Szíria                        | Around the World in 9 Months: Born A Refugee       | 2015. szeptember 14. |
| 2      | Kilenc hónap alatt a Föld körül: Háborítatlan szülés Mexikóból | Around the World in 9 Months: Alejandra            | 2015. szeptember 28. |
| 3      | Kilenc hónap alatt a Föld körül: Négy baba                     | Around the World in 9 Months: Four Births          | 2015. október 12.    |
| 4      | Kilenc hónap alatt a Föld körül: Angelina                      | Around the World in 9 Months: Angelina             | 2015. október 26.    |
| 5      | Kilenc hónap alatt a Föld körül: Manar                         | Around the World in 9 Months: Manar                | 2015. november 9.    |
| 6      | Kilenc hónap alatt a Föld körül: Bálnák                        | Around the World in 9 Months: Whales               | 2015. november 23.   |
| 7      | Kilenc hónap alatt a Föld körül: Családon belüli erőszak       | Around the World in 9 Months: Domestic Violence    | 2015. december 7.    |
| 8      | Kilenc hónap alatt a Föld körül: Bali                          | Around the World in 9 Months: Bali                 | 2015. december 21.   |
| 9      | Kilenc hónap alatt a Föld körül: Zaatari                       | Around the World in 9 Months: Midwives             | 2016. január 11.     |
| 10     | Kilenc hónap alatt a Föld körül: Dachau                        | Around the World in 9 Months: Dachau               | 2016. január 25.     |
| 11     | Kilenc hónap alatt a Föld körül: Fülöp-szigetek és Gáza        | Around the World in 9 Months: Philippines and Gaza | 2016. február 8.     |
| 12     | Kilenc hónap alatt a Föld körül: A mi kilenc hónapunk          | Around the World in 9 Months: Our 9 Months         | 2016. február 22.    |

### Nyolcadik évad
| Epizód | Magyar cím                            | Angol cím                                                   | Bemutató           |
| ------ | ------------------------------------- | ----------------------------------------------------------- | ------------------ |
| 1      | Az ellenség gyermekei: Edith Eva Eger | Children of the Enemy: USA - Edith Eva Eger                 | 2017. október 25.  |
| 2      | Az ellenség gyermekei: Szarajevó      | Children of the Enemy: Sarajevo - Lilies of Sarajevo        | 2017. november 1.  |
| 3      | Az ellenség gyermekei: Korea          | Children of the Enemy: Korea - Shin                         | 2017. november 8.  |
| 4      | Az ellenség gyermekei: Vietnám        | Children of the Enemy: Vietnam: Amerasians                  | 2017. november 15. |
| 5      | Az ellenség gyermekei: Kambodzsa      | Children of the Enemy: Cambodia - Khmer Rouge               | 2017. november 22. |
| 6      | Az ellenség gyermekei: India          | Children of the Enemy: India - Partition                    | 2017. november 29. |
| 7      | Az ellenség gyermekei: Dr. Máté Gábor | Children of the Enemy: Canada - Dr. Gabor Mate              | 2017. december 6.  |
| 8      | Az ellenség gyermekei: Visky András   | Children of the Enemy: Romania - Andras Visky               | 2017. december 13. |
| 9      | Az ellenség gyermekei: Ensaf és Raif  | Children of the Enemy: Saudi Arabia - Ensaf and Raif Badawi | 2017. december 20. |
| 10     | Az ellenség gyermekei: Werkfilm       | Children of the Enemy: Werk - Best of                       | 2017. december 27. |

### Kilencedik évad
| Epizód | Magyar cím                           | Angol cím                                     | Bemutató           |
| ------ | ------------------------------------ | --------------------------------------------- | ------------------ |
| 1      | Okos világ: Srí Lanka                | Smart World: The Vedda Tribe                  | 2018. október 31.  |
| 2      | Okos világ: Dharamsala               | Smart World: Tech Monks                       | 2018. november 7.  |
| 3      | Okos világ: Dharavi                  | Smart World: The Slum                         | 2018. november 14. |
| 4      | Okos világ: Maldív-szigetek          | Smart World: Maldives                         | 2018. november 21. |
| 5      | Okos világ: Elektroszenzitívek       | Smart World: Electrosensitives                | 2018. november 28. |
| 6      | Okos világ: Biztonságos Technológia? | Smart World: Safe Technology?                 | 2018. december 5.  |
| 7      | Okos világ: Sugárzás és nettfüggőség | Smart World: Radiation and Internet Addiction | 2018. december 12. |
| 8      | Okos világ: Made of                  | Smart World: Made of                          | 2018. december 19. |

### Tizedik évad
| Epizód | Magyar cím                       | Angol cím                            | Bemutató           |
| ------ | -------------------------------- | ------------------------------------ | ------------------ |
| 1      | A hosszú élet titkai: Costa Rica | The Secrets of Long Life: Costa Rica | 2021. november 15. |
| 2      | A hosszú élet titkai: Szardínia  | The Secrets of Long Life: Sardinia   | 2021. november 15. |
| 3      | A hosszú élet titkai: Ramiro     | The Secrets of Long Life: Ramiro     | 2022. június 16.   |
| 4      | A hosszú élet titkai: Ikaria     | The Secrets of Long Life: Ikaria     | 2022. június 16.   |

### Tizenegyedik évad
| Epizód | Magyar cím                    | Angol cím                  | Bemutató           |
| ------ | ----------------------------- | -------------------------- | ------------------ |
| 1      | Vissza a természethez: Senja  | Back to the nature: Senja  | 2022. november 16. |
| 2      | Vissza a természethez: Misool | Back to the nature: Misool | 2022. november 16. |
| 3      | Vissza a természethez: Komodo | Back to the nature: Komodo | 2023. március 29.  |
| 4      | Vissza a természethez: Borneó | Back to the nature: Borneo | 2023. március 29.  |
| 5      | Vissza a természethez: Bali   | Back to the nature: Bali   | 2023. június 21.   |

## Díjak

### Hazai díjak
- 2010 Story értékdíj
- 2012 VOLTfólió Kulturális Médiadíj[12]
- 2013 Kovácsi László médiadíj [13]
- 2014 Highlights of Hungary[14]
- 2014 Prima Primissima díj - http://www.primaprimissima.hu/dijazottak/on-the-spot/391/%5B%5D
- 2014 Joseph Pulitzer-emlékdíj - http://www.pulitzer.hu/course.html Archiválva 2010. június 12-i dátummal a Wayback Machine-ben

### Külföldi díjak
- 2011 Press Freedom Award[15]
- 2012 Karlovy Vary-i Nemzetközi Filmfesztivál zsűri különdíja (Prix Jury)
- 2013 dokumentART http://www.dokumentart.org/
- 2013 Dallas Video Fest (dallasi videófesztivál) http://videofest.org/
- 2013 Input díj http://input-tv.org/home
- 2013 Arany Nimfa, Monte-Carlói Televíziós Fesztivál[16]
- 2014 második helyezés a rövid dokumentumfilmért (Second Prize for Short Documentary)
- 2014 Peace on Earth Film Fesztivál díja http://peaceonearthfilmfestival.org/
- 2014 Best Foreign Short Documentary (Legjobb külföldi rövid dokumentumfilm)
- 2014 Arany plakett
- 2014 Krakkói Filmfesztivál https://www.imdb.com/event/ev0000192/2014/1/
- 2014 Sonoma díj http://www.sonomafilmfest.org/sonoma-film-festival.html Archiválva 2018. augusztus 9-i dátummal a Wayback Machine-ben
- 2015 Audience Award
- 2015 Best "Civil Society" Documentary (Legjobb "Civil társadalom" dokumentumfilm)[17]
- 2015 Ezüst Plakett a Chicagói Nemzetközi Filmfesztivál televíziós versenyén[18]
- 2015 Arany Olíva (Golden Olive)[19]
- 2016 Forbes' 30 Under 30 Europe[20]
- 2016 Best History Project Award
- 2018 Input (New York City, USA)
- 2018 Verzió (Budapest)
- 2019 Input (Bangkok, Thaiföld)
- 2022 Input (Official Selection of the 42nd International Public Television Screening Conference (Barcelona, Spain))

### Egyéni díjak
- 2008 Junior Prima díj Takács Andrásnak[21]
- 2009 Junior Prima díj Cseke Eszter számára https://web.archive.org/web/20190601185411/http://www.primissima.hu/junior-prima-eddigi-dijazottak/
- 2011 Az év médiaszemélyiségei[22]
- 2016 Forbes' 30 Under 30 Europe: Takács András [23]